# Островка
Остро́вка (рос. Островка) — село у складі Іжморського округу Кемеровської області, Росія.

## Населення
Населення — 193 особи (2010; 231 у 2002).
Національний склад (станом на 2002 рік):
- росіяни — 88 %